# Manuela Levorato

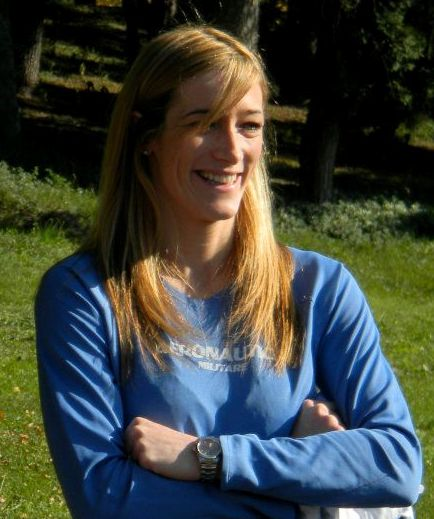
Manuela Levorato 2011

Manuela Levorato (* 16. März 1977 in Dolo, Venetien) ist eine italienische Sprinterin.
Insgesamt errang sie 13 nationale Titel: im Freien 1999, 2001 und 2002 über 100 Meter sowie 2001 über 200 Meter; in der Halle 1998–2000 und 2002–2004 über 60 Meter sowie 2002–2004 über 200 Meter.
Bei den Weltmeisterschaften 1997 in Athen schied sie über 100 Meter im Vorlauf aus. Bei den Weltmeisterschaften 1999 in Sevilla erreichte sie über 200 Meter, bei den Weltmeisterschaften 2001 in Edmonton über 100 und 200 Meter das Halbfinale. 2001 gewann sie bei den Mittelmeerspielen die Silbermedaille über 100 Meter.
Ihren größten Erfolg hatte sie bei den Europameisterschaften 2002 in München, wo sie sowohl über 100 Meter wie auch über 200 Meter Bronze gewann.
Danach machten ihr Verletzungsprobleme zu schaffen, die eine Teilnahme an den Olympischen Spielen 2004 in Athen verhinderten. Bei den Weltmeisterschaften 2005 in Helsinki kam sie über 100 Meter ins Viertelfinale. Nach einer Babypause startete sie bei den Europameisterschaften 2010 in Barcelona über 100 Meter, schied aber im Vorlauf aus.
Manuela Levorato ist 1,80 m groß und wiegt 66 kg. Sie gehört der italienischen Luftwaffe an und wird von Mario Del Giudice trainiert. 2008 brachte sie eine Tochter zur Welt.

## Persönliche Bestzeiten
- 60 m (Halle): 7,20 s, 7. März 1999, Maebashi
- 100 m: 11,14 s, 4. Juli 2001, Lausanne
- 200 m: 22,60 s, 24. August 1999, Sevilla
  - Halle: 23,14 s, 2. März 2003, Genua
- 400 m: 52,16 s, 5. Juni 2002, Mailand